# Qaryat Bishr
Bischr (arabisch بشر), auch Qaryat Bischr (قرية بشر) oder Qaryat al-Baschir, ist eine Siedlung an der libyschen Mittelmeerküste am Golf von Sidra in der Region Kyrenaika.
Qaryat Bischr befindet sich an der Via Balbia etwa 20 km östlich von al-Agheila und westlich von Brega und ist dem Munizip al-Wahat zugeordnet. Bis 2007 gehörte sie zum ehemaligen Munizip Adschdabiya.
Koordinaten: 30° 18′ N, 19° 26′ O